# Turiasaurus
 Turiasaurus  ist eine Gattung sauropoder Dinosaurier (Sauropoda), die vor etwa 150 bis 140 Millionen Jahren zur Zeit des Übergangs vom Oberjura zur Unterkreide im Gebiet des heutigen Europa gelebt hat. Die einzige bekannte Art ist T. riodevensis.
Die Gesamtlänge von Turiasaurus wird auf etwa 30 bis 37 Meter und sein Gewicht auf 40 bis 48 Tonnen geschätzt. Damit ist er der größte Dinosaurier, der in Europa bislang gefunden wurde und zugleich das größte bekannte Landtier, das je dort gelebt hat. Turiasaurus erreichte die Dimensionen der größten bekannten Sauropoden aus Afrika und Nordamerika wie Brachiosaurus und Seismosaurus.
Der Name der Gattung ist abgeleitet von Turia, ein seit dem 12. Jahrhundert überlieferter Ortsname, aus dem der heutige Name der ostspanischen Provinz Teruel hervorging, und dem Griechischen sauros (σαῦρος) „Echse“. Das Artepitheton riodevensis bezieht sich auf den Fundort Riodeva.

## Beschreibung des Fossilfundes
Aus den terrestrischen Ablagerungen der fossilreichen Villar-del-Arzobispo-Formation konnte das 3,50 Meter lange linke Vorderbein geborgen werden, der Oberarmknochen (Humerus) allein erreicht eine Länge von 1,79 Meter.
Dieser Fund, der die Grundlage des Holotypus' sowohl von Gattung und Art ist, wird unter den Katalognummern CPT-1195 bis CPT-1210 geführt und im Museo de la Fundación Conjunto Paleontológico de Teruel-Dinóplis in Teruel verwahrt.
In einem Umkreis von 280 Quadratmetern wurden weitere fossile Überreste entdeckt. Neben einigen Schädelfragmenten fanden sich acht gut erhaltene Zähne, Schulterblatt (Scapula), Oberschenkelknochen (Femur), die Unterschenkelknochen Schienbein (Tibia) und Wadenbein (Fibula) sowie mehrere Wirbel mit verbundenen Rippen und eine Reihe von Fingerknochen.

## Systematische Stellung
Aufgrund der Vollständigkeit des Fundes war es möglich innerhalb der Sauropoden die neue Abstammungslinie der Turiasauria aufzustellen, der neben Turiasaurus die Gattungen Losillasaurus und Galveosaurus angehören. Die Turiasauria sind eine anatomisch primitive Gruppe der Eusauropoda, die jedoch nicht wie die übrigen sehr großen Sauropoden zu den Neosauropoda gehören.
Die anatomische Ursprünglichkeit sowie die Vollständigkeit des Fundes erlaubt biomechanische Untersuchungen, mit deren Hilfe neue Erkenntnisse über die Entwicklung des Gigantismus bei den Sauropoden gewonnen werden sollen.